# Список объектов всемирного наследия ЮНЕСКО в Словакии
В списке Всеми́рного насле́дия ЮНЕ́СКО в Слова́цкой Респу́блике значится 7 наименований (на 2014 год), это составляет 0,6 % от общего числа (1248 на 2025 год). 5 объектов включены в список по культурным критериям и 2 объекта включены по природным критериям. Кроме этого, по состоянию на 2014 год, 14 объектов на территории Словакии находятся в числе кандидатов на включение в список всемирного наследия. Словацкая Республика ратифицировала Конвенцию об охране всемирного культурного и природного наследия 31 марта 1993 года. Первые три объекта, находящиеся на территории Словакии были занесены в список в 1993 году на 17-й сессии Комитета всемирного наследия ЮНЕСКО,

## Список
В данной таблице объекты расположены в порядке их добавления в список всемирного наследия ЮНЕСКО.
| # | Изображение | Название | Местоположение | Время создания     | Год внесения в список       | №    | Критерии |
| - | ----------- | --- | --- | ------------------ | --------------------------- | ---- | -------- |
| 1 |             | Исторический центр города Банска-Штьявница (словац. Historické centrum mesta Banská Štiavnica a technické pamiatky okolia)     | Край: Банскобистрицкий Район: Банска-Штьявница | XII — XVIII век    | 1993                        | 618  | iv, v    |
| 2 |             | Спишский Град, город Левоча и относящиеся к ним памятники (словац. Levoča, Spišský hrad a pamiatky okolia)                     | Край: Кошицкий Район: Спишска-Нова-Вес | XI — XII век       | 1993                        | 620  | iv       |
| 3 |             | Деревня Влколинец (словац. Vlkolínec)                                                                                          | Край: Жилинский Район: Ружомберок | XVIII — XIX век    | 1993                        | 622  | iv, v    |
| 4 |             | Исторический центр города Бардейов (словац. Bardejov mestská pamiatková rezervácia)                                            | Край: Прешовский Район: Бардейов | XIII — XVIII век   | 2000                        | 973  | iii, iv  |
| 5 |             | Пещеры Аггтелека и Словацкого Карста (словац. Jaskyne Aggteleckého krasu a Slovenského krasu)                                  | Края: Кошицкий, Банскобистрицкий Районы: Рожнява, Кошице-Околье, Римавска-Собота (Совместно с Венгрией )                                                              | —                  | 1995                        | 725  | viii     |
| 6 |             | Девственные буковые леса в Карпатах и других регионах Европы (словац. Staré bukové pralesy Karpát a ostatných regiónov Európy) | Край: Прешовский Районы: Снина, Гуменне (совместно с Австрией, Албанией, Бельгией, Болгарией, Германией, Испанией, Италией, Румынией, Словенией, Украиной, Хорватией) | —                  | 2007, расширен в 2011, 2017 | 1133 | ix       |
| 7 |             | Деревянные церкви словацких Карпат (словац. Drevené kostoly v slovenskej časti Karpát)                                         | Края: Прешовский, Жилинский Районы: Бардейов, Тврдошин, Кежмарок, Долны-Кубин                                                                                         | XVII век — XIX век | 2008                        | 1273 | iii, iv  |

## Предварительный список
В таблице объекты расположены в порядке их добавления в предварительный список. В данном списке указаны объекты, предложенные правительством Словакии в качестве кандидатов на занесение в список всемирного наследия.
| #  | Изображение | Название | Местоположение                                                                       | Время создания | Год внесения в список | №    | Критерии         |
| -- | ----------- | --- | ------------------------------------------------------------------------------------ | -------------- | --------------------- | ---- | ---------------- |
| 1  |             | Средневековые церкви в исторических областях Гемер и Абов (словац. Gemer/Abov)                                                                                                  | Края: Кошицкий, Банскобистрицкий Районы: Рожнява, Римавска Собота, Ревуца, Брезно    | XIII — XIV век | 1995                  | 580  | iv               |
| 2  |             | Винодельческий регион Токай (словац. Vinohradnícka oblasť Tokaj) | Край: Кошицкий Район: Требишов                                                       | С XIII века    | 2002                  | 1684 | ii, iii, v       |
| 3  |             | Поля и пастбища в Словакии (словац. Slovenské lúky a pasienky) | Края: Банскобистрицкий, Прешовский Районы: Банска-Штьявница, Прешов, Жьяр-над-Гроном | —              | 2002                  | 1685 | v                |
| 4  |             | Мавзолей Хатама Софера (словац. Mauzóleum Chatama Sófera) | Край: Братиславский Район: Братислава I Город: Братислава                            | 2002           | 2002                  | 1731 | iv, v, vi        |
| 5  |             | Дунайский лимес (лат. Limes Romanus) | Край: Братиславский Район: Братислава V Ближайший город: Братислава                  | I — IV век     | 2002                  | 1732 | ii, iii, iv, v   |
| 6  |             | Крепость Комарно (словац. Fortifikačný systém mesta Komárno) | Край: Нитранский Район: Комарно Город: Комарно                                       | С XIV века     | 2002                  | 1733 | i, ii, iv, v     |
| 7  |             | Исторический центр города Кошице (словац. Košice-Staré Mesto) | Край: Кошицкий Район: Кошице I                                                       | С XIII века    | 2002                  | 1734 | ii, iv, v        |
| 8  |             | Расширение: Спишский Град, город Левоча и относящиеся к ним памятники (словац. Dielo Majstra Pavla z Levoče)                                                                    | Край: Кошицкий Район: Левоча                                                         | XIV — XV век   | 2002                  | 1735 | i, ii, iv, v     |
| 9  |             | Татранский национальный заповедник (словац. Tatranský národný park) | Края: Жилинский, Прешовский Районы: Липтовски-Микулаш, Попрад, Тврдошин, Кежмарок    | —              | 2002                  | 1737 | vii, viii, ix, x |
| 10 |             | Карстовые долины в Словакии (словац. Krasové oblasti na Slovensku) | Края: Прешовский, Жилинский, Тренчинский                                             | —              | 2002                  | 1738 | viii, ix, x      |
| 11 |             | Культурный и исторический ландшафт Дунайского региона (словац. Dunaj) | Край: Братиславский, Нитранский                                                      | —              | 2002                  | 1739 | не указаны       |
| 12 |             | Буковске Врхи (словац. Bukovské vrchy) | Край: Прешовский Район: Снина                                                        | —              | 2002                  | 1740 | x                |
| 13 |             | Гейзер в Герлянах (словац. Herliansky gejzír) | Край: Кошицкий Район: Кошице-Околье                                                  | —              | 2002                  | 1741 | vii              |
| 14 |             | Объекты Великой Моравии: (словац. Valy v Mikulčiciach / Kostol svätej Margity Antiochijskej (Kopčany)) * Славянское городище в Микульчице * Церковь Святой Маргариты в Копчанах | а) Чехия Край: Южноморавский б) Словакия Край: Трнавский (Совместно со Чехией )      | VI — X века    | 2007                  | 5093 | iii, iv, v, vi   |